# 氮化合物
氮是宇宙中最常见的元素之一，具有丰富的化合物形式。它可以呈现多种氧化态，其中最常见的是-3和+3。氮可以形成氮化物和硝酸根离子，同时也是硝酸和硝酸盐的组成部分。在有机化学中，氮化合物扮演着重要角色，因为氮是蛋白质、氨基酸和三磷酸腺苷的组成成分之一。

## 二氮络合物

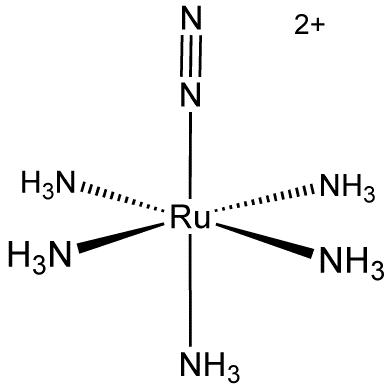
发现的首个二氮络合物——二氯化双氮五氨合钌(II)[Ru(NH_{3})_{5}(N_{2}^{2+}的结构

发现的首个二氮配合物是二氯化双氮五氨合钌(II)（见右图），随后发现了许多类似的配合物。在这些配合物中，氮分子向中心金属阳离子提供至少一对孤对电子，揭示了N2如何与固氮酶中的金属以及哈伯法中的催化剂结合，这些涉及二氮活化的过程在生物学和肥料生产中至关重要。
二氮能够以五种不同的方式与金属形成配合物。具体来说，有两种明确的方式：末端结合方式 M←NeqN（η1）和桥接结合方式 M←NeqN→M（μ，bis-η1），其中氮原子上的孤对电子会提供给金属阳离子。另外还有一些不太充分表征的方式，包括从三键中提供二氮电子对，作为两个金属阳离子（μ，bis-η2）或仅一个（η2）的桥接配体。第五种独特的方式涉及三重配位，作为桥接配体从三键（μ3-N2）提供所有三个电子对。有些配合物含有多个N2配体，而另一些则以多种方式与N2键合。由于N2与一氧化碳（CO）和乙炔（C2H2）等分子具有相似性，因此二氮络合物中的键合方式与羰基化合物中的键合密切相关，尽管N2是比CO弱的σ供体和π受体。理论研究表明，σ提供比反馈π键供体更重要于促进M-N键的形成，而反馈π键供体会减弱N-N键。此外，端上（η 1）提供比反馈π键供体更容易进行侧向（η 2）提供。
如今，几乎所有的过渡金属都已知能形成二氮络合物，这类化合物达数百种。它们通常可通过三种方法制备：
1. 使用氮气直接替换不稳定的配体，如H2O、H-或CO，通常在温和条件下进行可逆反应。
2. 在适量的共配体存在下，可以通过氮气还原金属配合物。常见的方法是用二甲基苯基膦（PMe2Ph）取代氯配体，以补充较少数量的氮配体。
3. 可以直接将含有N-N键的配体（如肼或叠氮化物）转化为二氮络合物。

有时，N=N键可以在金属配合物内直接形成，例如通过使氨（NH3）和亚硝酸（HNO2）直接反应，但这并不常见。大多数二氮络合物的颜色范围从白色到黄色、橙色、红色再到棕色；虽然有一些例外，比如蓝色的[{Ti(η5-C5H5)2}2-(N2)]。

## 氮化物、叠氮化物及其配合物
氮可以与周期表中几乎所有元素结合，除了前三种稀有气体氦、氖和氩，以及铋之后的一些非常短寿命的元素，形成各种具有不同性质和应用的二元化合物。许多二元化合物已知，除了氮氢化物、氧化物和氟化物外，这些化合物通常称为氮化物。大多数元素通常存在多种化学计量相，例如MnN、Mn6N5、Mn3N2、Mn2N、Mn4N和MnxN（9.2 < x < 25.3）。它们可以分为“类盐”（主要是离子型）、共价型、“类金刚石”和金属型（或间隙型），尽管这种分类的局限性通常源于键合类型的连续性而不是离散和单独的类型所暗示的。通常通过金属与氮或氨直接反应（有时在加热后）或通过金属酰胺的热分解来制备。
3 Ca + N2 → Ca3N2
3 Mg + 2 NH3 → Mg3N2 + 3 H2 （900 ℃)
3 Zn(NH2)2 → Zn3N2 + 4 NH3
这些过程有许多不同的变体。在这些氮化物中，离子性最强的是碱金属和碱土金属，如Li3N（由于空间原因，Na、K、Rb和Cs不会形成稳定的氮化物）以及M3N2（M = Be、Mg、Ca、Sr、Ba）。這些氮化物可以視為N3−陰離子的鹽，儘管即使對於這些高正電性元素，電荷分離實際上也不完全。 然而，鹼金屬的疊氮化物如NaN3和KN3具有线性的{\displaystyle {\ce {N3^-}}}阴离子，例如Sr(N3)2和Ba(N3)2。相比之下，B族金属的叠氮化物（从11族元素到16族元素）离子性较低，结构更为复杂，并且在受到冲击时容易爆炸。

环硼嗪的介观结构，(–BH–NH–)_{3}

二元氮化物包括氰（(CN)2）、五氮化三磷（P3N5）、二氮化二硫（S2N2）和四氮化四硫（S4N4）等。此外，氮化硅（Si3N4）和氮化锗 (Ge3N4)也被发现。氮化硅有潜力成为一种重要的陶瓷材料，但由于其加工和烧结的困难，目前尚未得到广泛应用。13族元素的氮化物大多具有半导体性质，与石墨、金刚石和碳化硅等材料具有相似的结构。随着族元素的变化，它们的键从共价键逐渐转变为部分离子键，最终发展为金属键。有机化学中发现了硼-氮化学的类比，例如环硼氮烷（也称为“无机苯”）。然而，这种类比并不完全准确，因为硼缺乏电子，容易发生亲核攻击，而这在纯碳环中是不可能的。
氮化物的主要类型是具有分子式MN、M2N和M4N的间隙氮化物，尽管它们的组成可以有所变化。这些氮化物中，小的氮原子位于金属的立方或六方密排晶格的空隙中。它们具有不透明性、极高的硬度和化学稳定性，在极高温度下（通常超过2500℃）才会发生反应。这些物质呈现金属光泽，具有类似金属的导电性，并且在水解时产生氨或氮的速度非常缓慢。
氮化物阴离子（N3−）是已知的配体中最强的π供体，仅次于氧化物阴离子（O2−）。制备氮化配合物通常通过叠氮化物的热分解或氨的去质子化，并且它们通常含有末端{≡N}3−基团。线性叠氮化物阴离子{\displaystyle {\ce {N3^-}}}与一氧化二氮、二氧化碳、氰酸盐等配体形成多种配位化合物。尽管N4−
4（与碳酸盐和硝酸盐等配体）已知，但进一步的串联较少见。

## 氢化物

含氮物质的标准还原电位。上图显示pH值0下的电位;下图显示pH值14下的电势

在工业领域，氨（NH3）是最重要的氮化合物之一。它的生产量比其他任何化合物都要多，因为它是食物和肥料的前体，满足了陆地生物的营养需求。氨是一种无色碱性气体，具有独特的刺激性气味。氢键的存在对氨产生显著影响，使其具有高熔点（-78 °C）和沸点（-33 °C）。作为液体时，氨是一种优秀的溶剂，具有高汽化热，可在真空瓶中使用。此外，氨具有低粘度、导电性和高介电常数，且密度低于水。尽管氨中的氢键比H2O中的氢键要弱，因为氮的电负性较低，并且氨中只存在一对孤电子，而不是水中的两对。氨水溶液为弱碱（pKb  4.74），其共轭酸为铵离子NH+
4。它也可以充当极弱酸，失去质子形成酰胺阴离子NH−
2。因此，类似水，氨也会自解离产生铵离子和酰胺。氨在空气或氧气中燃烧时不会产生氮气；而在氟中燃烧时会发出黄绿色火焰，生成三氟化氮。与其他非金属的反应通常复杂，往往会产生混合物。当氨加热时会与金属反应生成相应的氮化物。
许多其他二元氮氢化物已被发现，其中最重要的是肼（N2H4）和叠氮化氢（HN3）。虽然羟胺（NH2OH）不属于氮氢化物，但其性质和结构类似于氨和肼。肼是一种冒烟的无色液体，具有类似氨的气味。它的物理性质与水非常相似（熔点2.0 °C，沸点113.5 °C，密度1.00 g/cm3）。尽管肼是吸热化合物，但在动力学上是稳定的。它在空气中能够快速完全燃烧，释放出热量、氮气和水蒸气。肼是一种非常有用且用途广泛的还原剂，也是比氨更弱的碱。此外，它经常被用作火箭燃料。
通常，肼是通过氨和碱性次氯酸钠在明胶或凝胶存在下的反应制备而成： 
NH 3 + OCl− → NH2Cl + OH−
NH2Cl + NH3 → N
2H+
5 + Cl- （慢）
N
2H+
5 + OH− → N2H4 + H2O（快）
明胶的添加是为了防止金属离子（如Cu2+）的存在，因为它们可能会导致氢氧化物和氨之间的反应逆转。相反，通过生成中间体NHCl-，明胶可以促进氯胺（NH2Cl）与Cu2+反应，从而催化肼的降解，生成氯化铵和氮气。
1890年，叠氮化氢（HN3）首次通过亚硝酸氧化肼水溶液合成。这种化合物具有极强的爆炸性，即使是稀溶液也可能带来危险。其具有刺激性气味，是一种潜在致命但不会在体内积累的毒物。叠氮化氢可以被视为叠氮阴离子的共轭酸，类似于氢卤酸。

## 卤化物和氧卤化物

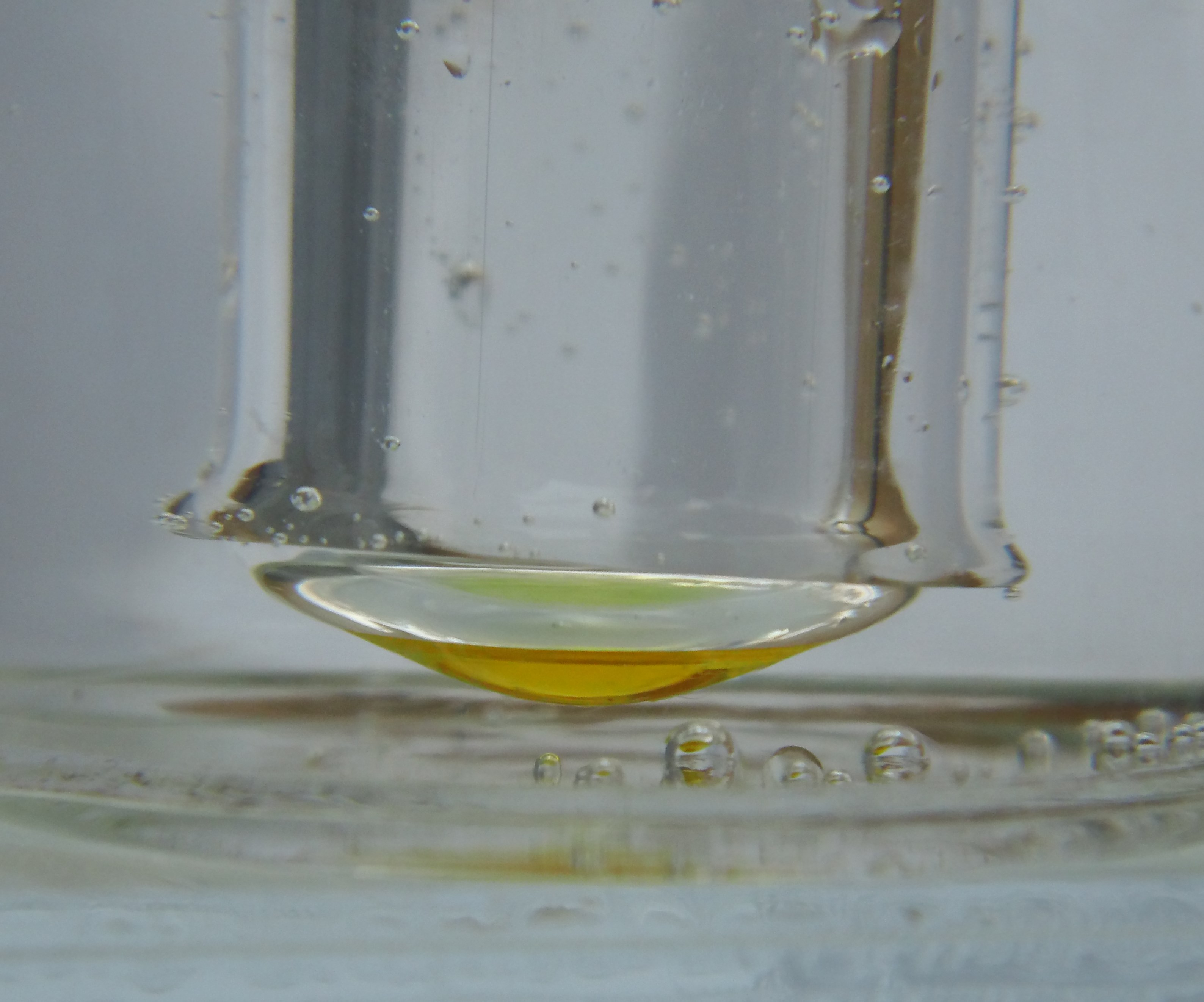
三氯化氮

所有四种基本的三卤化氮化合物都已被确认存在。虽然一些混合卤化物和氢卤化物已知，但大多数都不稳定；例如NClF2、NCl2F、NBrF2、NF2H、NFH2、NCl2H和NClH2。
已知存在五种氮氟化物。其中，三氟化氮（NF3）是一种无色无味的热力学稳定气体，最容易通过在无水氟化氢中的熔融氟化铵中电解溶解而制备。类似于四氟化碳，它完全不具有反应性，在水、稀酸或碱性水溶液中保持稳定。只有在加热时才会起到氟化剂的作用，与铜、砷、锑、铋接触时在高温下会生成四氟肼（N2F4）。此外，已知存在NF+
4、N
2F+
3和ONF3。四氟肼与强氟化物受体（如五氟化砷）反应产生N2F3。四氟肼与肼不同，可以在室温及以上温度下解离，生成自由基NF2•。叠氮化氟（FN3）极易爆炸且热不稳定，而二氟化二氮（N2F2）以可相互转化的顺式和反式异构体存在，最初是由FN3热分解产生的。
三氯化氮（NCl3）是一种致密、易挥发、易爆的液体，其物理性质类似于四氯化碳，但与CCl4的不同之处在于NCl3易被水水解。这种物质最早由皮埃尔·路易·杜隆于1811年合成，但由于其爆炸性倾向，他因此失去了三根手指和一只眼睛。作为稀释气体，它的危险性较小，因此在工业上用于漂白和消毒面粉。三溴化氮（NBr3）是一种深红色、对温度敏感的挥发性固体，甚至在-100°C下也会发生爆炸。而三碘化氮（NI3）更加不稳定，在1990年才被合成出来。人们早在此前就知道，它与氨的加合物非常敏感，即使轻触羽毛、改变气流，甚至阿尔法粒子都可能引发爆炸。因此，有时会合成少量的三碘化氮，用于向高中化学学生演示或作为“化学魔法”的表演。叠氮化氯（ClN3）和叠氮化溴（BrN3）非常敏感且具有爆炸性。
已知存在两个系列的氮氧卤化物：亚硝酰卤（XNO）和硝酰卤（XNO2）。亚硝酰卤是一种非常活泼的气体，可通过直接卤化一氧化二氮来合成。亚硝酰氟（NOF）是一种无色的强氟化剂，它可以进一步与氟反应生成氧化三氟胺，也是一种强氟化剂。亚硝酰氯（NOCl）的性质与亚硝酰氟类似，通常用作电离溶剂。亚硝酰溴（NOBr）呈红色。硝酰卤的反应性大致相似，硝酰氟（FNO2）和硝酰氯（ClNO2）同样是反应性气体和强卤化剂。

## 氧化物

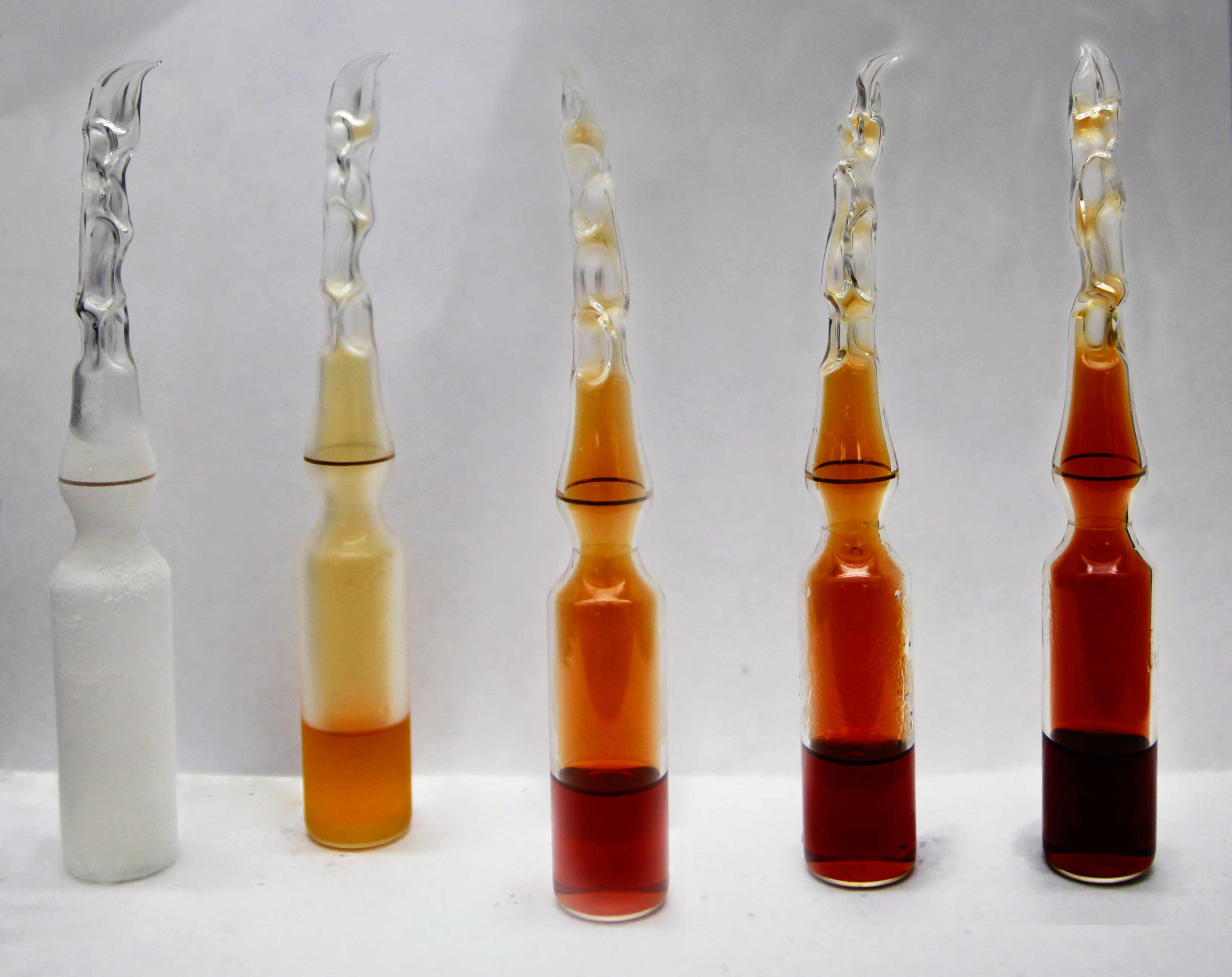
二氧化氮-196 ℃，0 ℃，23 ℃，35 °C，50 °C下的颜色。二氧化氮（NO_{2}）在低温下可以转化为无色的四氧化二氮（N_{2}O_{4}），并在较高温度下还原为二氧化氮（NO_{2}）。

氮可以形成九种分子氧化物，其中一些是最早被识别的气体，包括：N2O（一氧化二氮）、NO（一氧化氮）、N2O3（三氧化二氮）、NO2（二氧化氮）、N2O4（四氧化二氮）、N2O5（五氧化二氮）、N4O（叠氮化亚硝酰）和N(NO2)3（三硝酰胺）。所有这些氧化物在分解成其元素时都表现出热不稳定性。另外，尚未合成的可能氧化物是氧四唑（N4O），一种具有芳环结构的化合物。
笑气，化学式为一氧化二氮（N2O），是通过在250摄氏度下热分解熔融硝酸铵而制得的。这是一个氧化还原反应，也会产生一氧化氮和氮气作为副产物。笑气主要用作喷雾罐装鮮奶油的推进剂和充气剂，以前也常被用作麻醉剂。尽管从表面上看，它不被认为是连二次硝酸（H2N2O2）的酸酐，因为次亚硝酸并非由一氧化二氮在水中溶解产生。笑气相对不活泼（在室温下不与卤素、碱金属或臭氧反应，尽管加热后反应性增加），其结构不对称为N-N-O（N=N+O- ↔ -N=N+=O）。在600 °C以上，笑气会通过破坏较弱的N-O键而解离。
一氧化氮（NO）是一种稳定分子，具有奇数个电子。在哺乳动物中，包括人类在内，一氧化氮是参与许多生理和病理过程的重要细胞信号传送分子。它是由氨催化氧化而成，是一种无色顺磁性气体，在1100-1200摄氏度下分解为氮气和氧气。一氧化氮的成键类似于氮的成键，但在π*反键轨道上多了一个电子，使键级降低至约2.5。因此，O=N-N=O的二聚体是不利的，除非在低于沸点时（其中顺式异构体更稳定），因为它实际上不增加总键序，并且由于NO分子上的不成对电子离域使其稳定。有证据表明，一氧化氮与极性分子缩合时会形成不对称红色二聚体O=N-O=N。它与氧气反应生成棕色二氧化氮，与卤素反应生成亚硝酰卤。此外，它还与过渡金属化合物反应生成亚硝酰络合物，其中大多呈深色。
蓝色三氧化二氮（N2O3）只以固体形式存在，因为在熔点以上会迅速分解为一氧化氮、二氧化氮（NO2）和四氧化二氮（N2O4）。由于这两种化合物之间的平衡关系，单独研究它们有一定困难，尽管有时四氧化二氮可以在高介电常数介质中通过异裂裂变反应生成亚硝𬭩和硝酸盐。二氧化氮是一种辛辣、腐蚀性的棕色气体。这两种化合物都可以通过分解干燥的金属硝酸盐制备，它们与水反应形成硝酸。四氧化二氮对于制备无水金属硝酸盐和硝基络合物非常有用，直到20世纪50年代末，它已成为美国和苏联许多火箭的首选可储存氧化剂。这是因为它是一种与肼基火箭推进剂结合的自燃推进剂，并且由于在室温下为液体而易于储存。
五氧化二氮（N2O5）是一种硝酸酐，具有热不稳定性和高反应活性，可通过五氧化二磷的脱水制备。它在炸药制备中具有重要意义。五氧化二氮是一种易潮解的无色结晶固体，对光敏感。在固态下，它呈离子形式，结构为[NO2]+[NO3]-；而作为气体时，在溶液中呈分子形式O2N-O-NO2。它很容易与水发生反应生成硝酸，也类似地与过氧化氢反应生成过硝酸（HOONO2），是一种强氧化剂。气态五氧化二氮会发生分解。
N2O5 ⇌ NO2 + NO3 → NO2 + O2 + NO
N2O5 + NO ⇌ 3 NO2

## 含氧酸、含氧阴离子和含氧酸盐
许多含氮含氧酸已被发现，但其中大多数作为纯化合物是不稳定的，只以水溶液或盐的形式存在。次亚硝酸（H2N2O2）是一种弱二元酸，其结构为HON=NOH（pKa1为6.9，pKa2为11.6）。其酸性溶液相当稳定，但当pH值高于4时，会通过[HONNO]−发生碱催化分解，生成一氧化二氮和氢氧根阴离子。次亚硝酸盐（包括N
2O2−
2阴离子）对还原剂稳定，通常作为还原剂使用，是氮循环中将氨氧化为亚硝酸盐的中间步骤。次亚硝酸盐可以充当桥联或螯合双齿配体。
亚硝酸（HNO2）并非一种纯化合物，但在气体平衡中常见，是一种重要的水性试剂：其水溶液可由酸化冷的亚硝酸盐水溶液（NO−
2）溶液得到，尽管在室温下歧化成硝酸盐和一氧化氮是明显的。亚硝酸是一种弱酸，18 °C其pKa约为3.35。它们可以通过高锰酸盐氧化成硝酸盐进行滴定分析。亚硝酸很容易被二氧化硫还原成一氧化二氮和一氧化氮，用锡（II）还原成次亚硝酸，用硫化氢还原成氨。肼的盐N
2H+
5与亚硝酸反应生成叠氮化物，叠氮化物进一步反应生成一氧化二氮和氮气。亚硝酸钠浓度超过100 mg/kg时具有轻微毒性，但少量常用于腌制肉类和作为防腐剂以避免细菌腐败。此外，亚硝酸还用于合成羟胺和重氮化伯芳香胺：
ArNH2 + HNO2 → [ArNN]Cl + 2 H2O
亚硝酸盐是一种常见的配体，可以以五种方式进行配位。其中，最常见的是硝基（通过氮键合）和亚硝基（通过氧键合）。硝基-亚硝基的异构现象很普遍，其中亚硝基形式通常较不稳定。

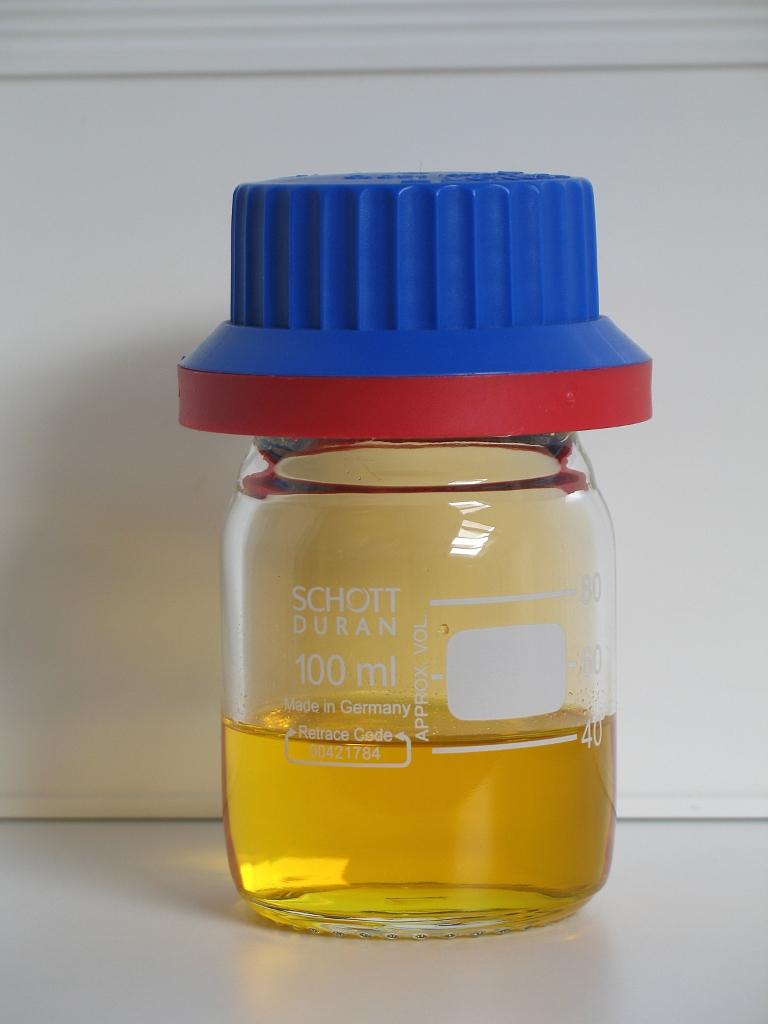
被黄色二氧化氮污染的发烟硝酸

硝酸（HNO3）是迄今为止最重要且最稳定的含氮含氧酸之一。作为三种最常用的酸之一（另外两种是硫酸和盐酸），硝酸最早由炼金术士在13世纪发现。它是通过氨催化氧化成一氧化氮，再氧化成二氧化氮，然后溶解于水制得浓硝酸。在美国，每年生产超过700万吨硝酸，其中大部分用于生产化肥和炸药等硝酸盐。无水硝酸可以通过在玻璃装置中在黑暗环境下在低压下蒸馏浓硝酸与五氧化二磷来制备。由于在熔化时会自发分解为二氧化氮，液态硝酸比其他任何共价液体更容易发生自电离：
2 HNO3 ⇌ H
2NO+
3 + NO−
3 ⇌ H2O + [NO2]+ + [NO3]−
已知硝酸存在两种水合物结晶形式，分别为HNO3·H2O和HNO3·3H2O。硝酸是一种强酸，其浓溶液是强氧化剂，但金、铂、铑和铱不会被其侵蚀。浓盐酸和硝酸的3:1混合物（称为王水）具有更强的氧化性，可成功溶解金和铂，因为会产生游离氯和亚硝酰氯，并且氯离子可形成强络合物。在浓硫酸中，硝酸会质子化形成硝鎓離子，后者可作为芳香族硝化的亲电试剂：
HNO3 + 2 H2SO4 ⇌ NO+
2 + H3O+ + 2 HSO−
4
硝酸盐的热稳定性取决于金属的碱度，而其分解产物也与金属的碱度相关。这些分解产物可以在亚硝酸盐（如钠）、氧化物（如钾和铅）甚至金属本身（如银）之间变化，取决于它们的相对稳定性。此外，硝酸盐也是一种常见的配体，具有多种配位模式。
最后，虽然与正磷酸类似的原硝酸（H3NO4）不存在，但四面体原硝酸根阴离子NO3−
4以其钠盐和钾盐而闻名： 
{\displaystyle {\ce {NaNO3{}+Na2O->[{\ce {Ag~crucible}}][{\ce {300^{\circ }C~for~7days}}]Na3NO4}}}
这些白色结晶盐对空气中的水蒸气和二氧化碳非常敏感： 
Na3NO4 + H2O + CO2 → NaNO3 + NaOH + NaHCO3
尽管在化学性质方面有限，但从结构上看，正硝酸根离子因其规则的四面体形状和短的N-O键长而具有趣味性，这表明其键合具有明显的极性特征。

## 有机氮化合物
氮是有机化学中最重要的元素之一。许多有机官能团涉及碳氮键，例如酰胺（RCONR2）、胺（R3N）、亚胺(RC(=NR)R)、酰亚胺（(RCO)2NR）、叠氮化物（RN3)、偶氮化合物（RN2R）、氰酸盐和异氰酸盐（ROCN或RCNO）、硝酸酯（RONO 2）、腈和异腈（RCN或RNC）、亚硝酸酯（RONO）、硝基化合物（RNO2）、亚硝基化合物（RNO）、肟（RCR=NOH）和吡啶衍生物。C-N 键对氮强烈极化。在这些化合物中，氮通常是三价的（尽管在季铵盐中，氮可以是四价的，R4N+），具有孤对电子，可以通过与质子配位而赋予化合物碱性。这可能会被其他因素抵消：例如，酰胺不是碱性的，因为孤对电子离域成双键（尽管它们在 pH 值非常低的情况下可能充当酸，在氧上质子化），而吡咯不是酸性的，因为孤对电子作为芳香环的一部分离域。 化学物质中氮的含量可以通过凯氏定氮法测定。 特别是，氮是核酸、氨基酸、蛋白质以及能量携带分子三磷酸腺苷的重要组成部分，因此对地球上的所有生命都至关重要。 

## 相关
- 硼化合物
- 硝酸盐
- 碳化合物